# 全身リップ
全身リップ（ぜんしんリップ）とは、性風俗店において相手の身体を舐める性行為のことである。

## 概要
性風俗店で使われる性風俗用語であり、風俗嬢から客に行う全身リップでは、主に乳首舐めや指舐め、耳舐め、鼠蹊部・太腿舐めなどがあり、客から風俗嬢に行う全身リップではまれに脇舐めや足指舐めなどもある。
近年のアダルトビデオでは、痴女ものや熟女ものなどで特に多く全身リップが行われている。